# 加勒比海蟾魚
加勒比海蟾魚（学名：Thalassophryne maculosa），為輻鰭魚綱蟾魚目蟾魚科的其中一種，分布於中西大西洋區的南美洲北部海域，棲息深度1-200公尺，體長可達20公分，為底棲性魚類，棲息在沙底質的珊瑚礁區，有毒性。